# Wohl heute noch und morgen
Wohl heute noch und morgen ist ein deutsches Volkslied, das vermutlich seinen Ursprung im 18. Jahrhundert hat.

## Entstehung
Der Zupfgeigenhansl verweist auf Schlesien als Herkunftsort, während der Deutsche Liederhort, in dem eine völlig andere Melodie als im Zupfgeigenhansl überliefert ist, den Odenwald als Provenienz angibt. Lediglich die erste Strophe ist um 1730 belegt, weitere Strophen wurden von Albert Ludwig Grimm 1808 im badischen Mosbach aufgezeichnet. Von Clemens Brentano stammt indes die letzte Strophe, die für Des Knaben Wunderhorn hinzugedichtet wurde, wodurch der Text in Form eines Happy End eine starke Abwandlung erfährt.

## Inhalt
Das Lied ist arrangiert als  Wechselgesang zwischen einem Jungen und (heteronormativ gedeutet) einem Mädchen. Der männliche Sänger verabschiedet sich und verspricht seine Wiederkehr zu unrealistischen Bedingungen, worauf die weibliche Stimme die Unmöglichkeit eines Wiedersehens betont, das dann allerdings nach einem Traum des Mädchens im Garten ihres Vaters doch zu den vom Jungen genannten scheinbar unmöglichen Bedingungen überraschend stattfindet. Eine gewisse Textgleichheit besteht mit dem schlesischen Volkslied Und in dem Schneegebirge.

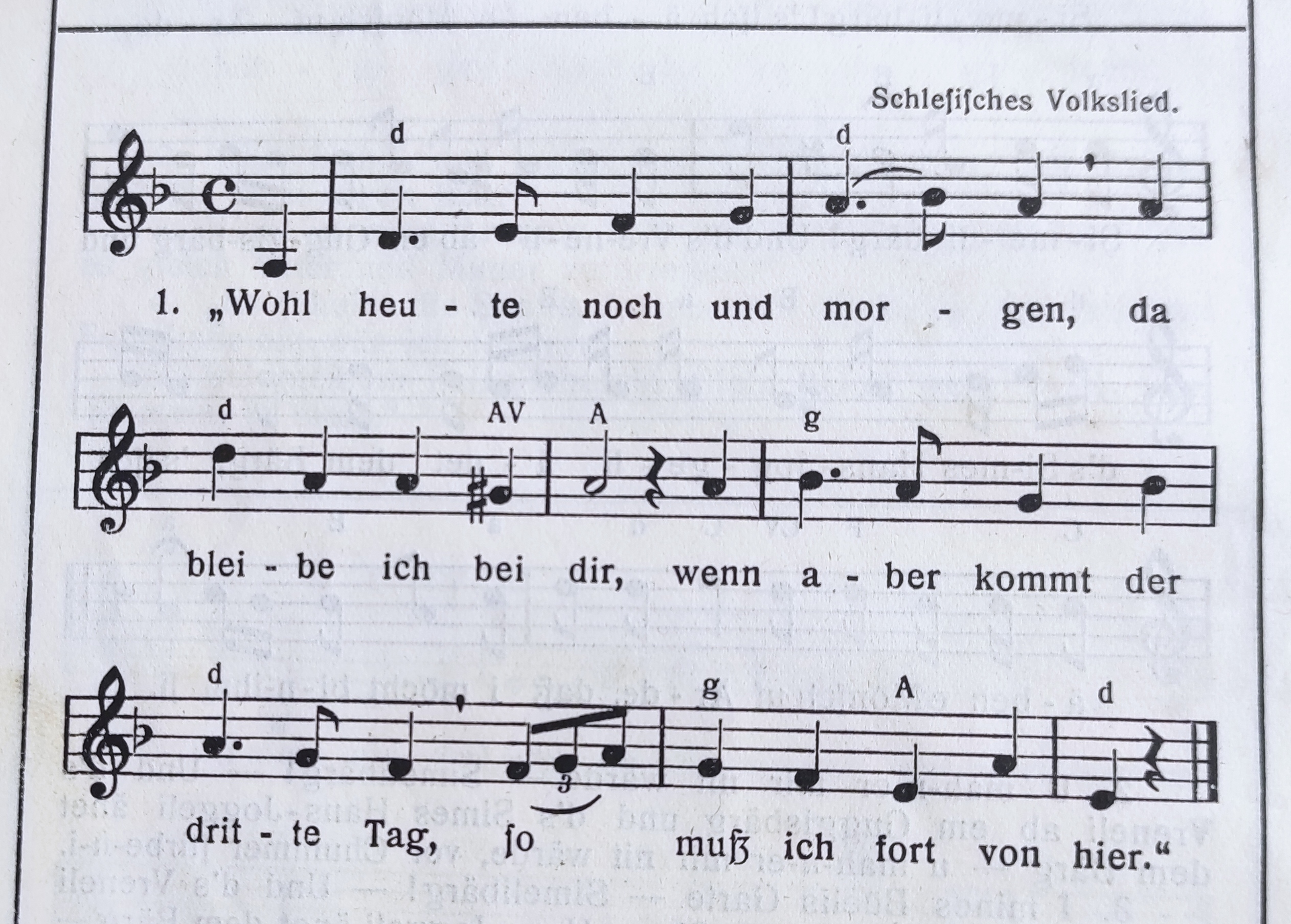
Notenzeilen aus dem Zupfgeigenhansl (1912)

## Liedtext
1. „Wohl heute noch und morgen, da bleibe ich bei dir,

wenn aber kommt der dritte Tag, so muß ich fort von hier.“

2. „Wann kommst du aber wieder, Herzallerliebster mein?“

„Wenn‘s schneiet rote Rosen und regnet kühlen Wein.“

3. „Es schneiet keine Rosen, es regnet keinen Wein: so

kommst du auch nicht wieder, Herzallerliebster mein!“

4. In meines Vaters Garten legt ich mich nieder und schlief,

da träumet mir ein Träumelein, wie‘s schneiet über mich.

5. Und als ich nun erwachte, da war es lauter Nichts; es

warn die roten Röselein, die blühten über mich.

6. Der Knabe kehrt zurücke, geht zu dem Garten ein, trägt

einen Kranz von Rosen und einen Becher Wein.

7. Hat mit dem Fuß gestoßen wohl an das Hügelein. Er

fiel, da schneit es Rosen, da regnet’s kühlen Wein.